# Gibárt, Borsod-Abaúj-Zemplén
Gibárt este un sat în districtul Gönc, județul Borsod-Abaúj-Zemplén, Ungaria, având o populație de 380 de locuitori (2011). 

## Demografie
Componența etnică a satului Gibárt
     Maghiari (99%)
     Romi (1%)
Componența confesională a satului Gibárt
     Romano-catolici (38,95%)
     Reformați (23,95%)
     Fără religie (2,37%)
     Greco-catolici (1,84%)
     Necunoscută (32,11%)
     Luterani (0,79%)
Conform recensământului din 2011, satul Gibárt avea 380 de locuitori. Din punct de vedere etnic, majoritatea locuitorilor (99,0%) erau maghiari. Nu există o religie majoritară, locuitorii fiind romano-catolici (38,95%), reformați (23,95%), persoane fără religie (2,37%) și greco-catolici (1,84%). Pentru 32,11% din locuitori nu este cunoscută apartenența confesională.